# جيوزيبي كولوكي
جيوزيبي كولوكي (24 أغسطس 1980

 في فودجا) (بالإيطالية: Giuseppe Colucci)‏ لاعب كرة قدم إيطالي يلعب حاليا لصالح نادي الدرجة الأولى كييفو فيرونا الإيطالي معارا من نادي كاتانيا طوال موسم 2009/2010 حيث يجيد اللعب في خط الوسط .
لعب كولوكي في أندية فوجيا (1996-1999) روما (1999-2000) بوردو الفرنسي بالإعارة (1999-2000) فيرونا (2000-2002) مودينا (2002-2003) بريشيا (2003-2004) ريجينا (2004-2005) ليفورنو (2005-2006) .

## روابط خارجية
- جيوزيبي كولوكي على موقع قاعدة بيانات كرة القدم.إي يو (الإنجليزية)
- جيوزيبي كولوكي على موقع Soccerway.com (الإنجليزية)
- جيوزيبي كولوكي على موقع عالم كرة القدم.نت (الإنجليزية)